# 일본대만어업협정
일본대만어업협정(일본어: 日台漁業取り決め, 중국어: 臺日漁業協議)은 일본과 중화민국 간에 체결된 타이완과 일본 오키나와현 주변의 해역에서의 어업질서에 관련된 것을 규정한 협정이다.

## 역사
일본이 1996년 6월 유엔 해양법 조약을 비준하면서 주변국과 배타적 경제수역의 경계 등 어업에 관련된 협정을 체결할 필요성이 발생하였다.
일본은 중화민국과 대만, 오키나와 주변 해역의 어업 문제와 어업 질서에 관한 협의를 1996년 이후 총 16회 개최하였다. 2012년 당시 겐바 고이치로 일본 외무대신은 일본과 대만이 경제적으로 밀접한 관계를 갖고 있다는 것을 강조하면서 민간투자협정과 항공 자유화 협정 등의 실무 협의가 발전하고 있는 것을 예를 들어 중화민국과 일본간의 어업협정에 관련된 협상 재개를 3년 9개월 만에 제안하였다.
여기에는 일본측의 센카쿠 열도 국유화 조치를 반대하는 중화인민공화국과 중화민국의 어선과 경비함이 센카쿠 열도 주변 영해 침입해 일본 해상보안청과 충돌을 하는 등 일본-타이완 관계가 악화되자 이를 일본측의 우려한 결과이기도 했다. 이 회담은 그 해 연말에 성립한 제2차 아베 내각 시기에도 개최되었다.
2013년 4월 10일 일본을 대표한 교류협회(현재의 일본대만교류협회) 오오하시 미츠오 회장과 중화민국을 대표한 아동관계협회(현재의 대만일본관계협회) 랴오랴오이 회장이 중화민국 타이베이에서 서명하였고 동년 5월 10일에 발효하였다.

## 같이 보기
- 센카쿠 열도
- 일본대만교류협회
- 주일 타이베이 경제문화대표처